# Manfred Reichert
Manfred „Manni“ Reichert (* 28. Oktober 1940 in Königsberg; † 10. April 2010 in Remscheid) war ein deutscher Fußballspieler. In der Bundesliga war er als Abwehrspieler beim Wuppertaler SV aktiv.

## Karriere
Reichert wuchs nach dem Zweiten Weltkrieg in Remscheid auf und spielte bei der dortigen 1. Spvg., dem VfB Marathon und BV 08 Lüttringhausen Fußball. Während er seinen Wehrdienst ableistete (Saison 1962/63), trat er für den 1. SC Göttingen 05 in der zweitklassigen Amateurliga Niedersachsen-Ost an. Von dort kam der 22-Jährige, an dem auch Bundesligisten wie Eintracht Braunschweig, der 1. FC Köln und der 1. FC Nürnberg interessiert waren, zum Wuppertaler SV, wo er unter Trainer „Zapf“ Gebhardt zunächst zusammen mit dem ebenfalls neu verpflichteten Emil Meisen ein torgefährliches Halbstürmerpaar bildete. In seiner ersten Spielzeit für den WSV, der Saison 1963/64, sicherte sich „der ehrgeizige Techniker und intelligente Spielgestalter“ bereits einen Stammplatz und erzielte in der Regionalliga West in 36 Spielen 17 Tore. Er stand auch in der Halbfinalbegegnung des DFB-Pokals auf dem Rasen, in der HSV-Torhüter Horst Schnoor in der 5. Minute den Wuppertaler Führungstreffer durch Reichert verhinderte. Von 1963 bis 1972 absolvierte er für den WSV in der Regionalliga 297 Ligaspiele und erzielte dabei 60 Tore.
Ab der Saison 1968/69 stellte ihn der neue Trainer Horst Buhtz als Außenverteidiger in die Abwehr, wo er einen „Offensivverteidiger moderner Prägung“ abgab. In der Saison 1971/72, zu dieser Zeit war er bereits Kapitän der Mannschaft, stieg er mit dem Wuppertaler SV – Mittelstürmer und Torjäger Günter Pröpper stellte mit 52 Toren einen Rekord auf – in die Bundesliga auf. In der Aufstiegsrunde setzte sich das Buhtz-Team ungeschlagen mit 16:0 Punkten gegen die Konkurrenten aus Osnabrück, Neunkirchen, Hof und Berlin durch. Als Neuling qualifizierte sich der WSV am Saisonende 1972/73 als Tabellenvierter hinter dem Meister FC Bayern München, 1. FC Köln und Fortuna Düsseldorf für den UEFA-Pokal; Reichert stand beim 5:4-Sieg im Stadion am Zoo im Rückspiel gegen Ruch Chorzów in der Mannschaft (im Hinspiel hatte ihn Jürgen-Michael Galbierz ersetzt) und erzielte den letzten Treffer der Partie. Er kam für den WSV in 67 von 68 möglichen Spielen der Bundesligaspielzeiten 1972/73 und 1973/74 zum Einsatz, wobei er zwei Tore erzielte. Bei den Rot-Blauen aus dem Bergischen Land spielte Reichert insgesamt elf Jahre. Nach dem Ende seiner aktiven Profilaufbahn 1974 kehrte er 1983 als Berater zum Verein zurück und übernahm zweimal kurzzeitig das Traineramt bei der ersten Mannschaft des WSV in der Oberliga Nordrhein.

## Leben außerhalb der Fußballstadien
Im Hauptberuf arbeitete Manni Reichert als Werksleiter beim Automobilzulieferer Delphi, ab Mitte der 1980er Jahre in Pforzheim, Berlin und Neumarkt in der Oberpfalz. Seinen Ruhestand verlebte er in Bad Füssing, ehe er 2006 nach Remscheid zurückkehrte. Sportlich war Reichert auch im Tennis erfolgreich; er spielte für Rot-Weiß Passau, wurde im Jahr 2000 Bayerischer Meister seiner Altersklasse und Dritter bei der Senioren-Europameisterschaft. Dies gelang ihm trotz schwerer Krankheit, gegen die er fast 20 Jahre lang kämpfte, deretwegen ihm ein Arm amputiert werden musste und der er schließlich am 10. April 2010 erlag.

## Statistiken
- Bundesliga (67 Spiele / 2 Tore)
- Regionalliga (296 Spiele / 60 Tore)
- DFB-Pokal (13 Spiele / 1 Tor)
- Europapokal  (1 Spiel / 0 Tore)